# 하이드 로드
하이드 로드(영어: Hyde Road)는 영국 잉글랜드 맨체스터 시 어드윅에 있는 축구전용 경기장이었다. 이 곳은 맨체스터 시티 FC(이하, 맨시티)의 홈 구장이었으며, 1887년에서부터 1923년까지 사용되었다. 이후 맨시티는 메인 로드로 홈 구장을 이전한다.
과거에는 쓰레기 매립지로 이용되던 곳이었고, 초창기까지도 기본적인 시설물만 있었다. 하이드 로드 호텔이 세워지고, 1904년까지 4만 석 규모의 경기장으로 발전되었다. 첫 번째 경기는 뉴캐슬 유나이티드 FC와 셰필드 웬즈데이 FC의 FA컵 준결승전이었다.
경기장은 무계획적으로 확장되어갔고, 1920년에 포화상태에 이르렀다. 메인 스탠드 쪽이 화재로 훼손되었을 즈음인 1920년 11월에 맨시티의 홈 구장 이전이 확정되었다. 1923년에 8만 석 규모의 메인 로드로 이전되었고, 하이드 로드는 짧은 시간 내에 파괴되었다. 지금은 셰이 경기장의 소유이다.

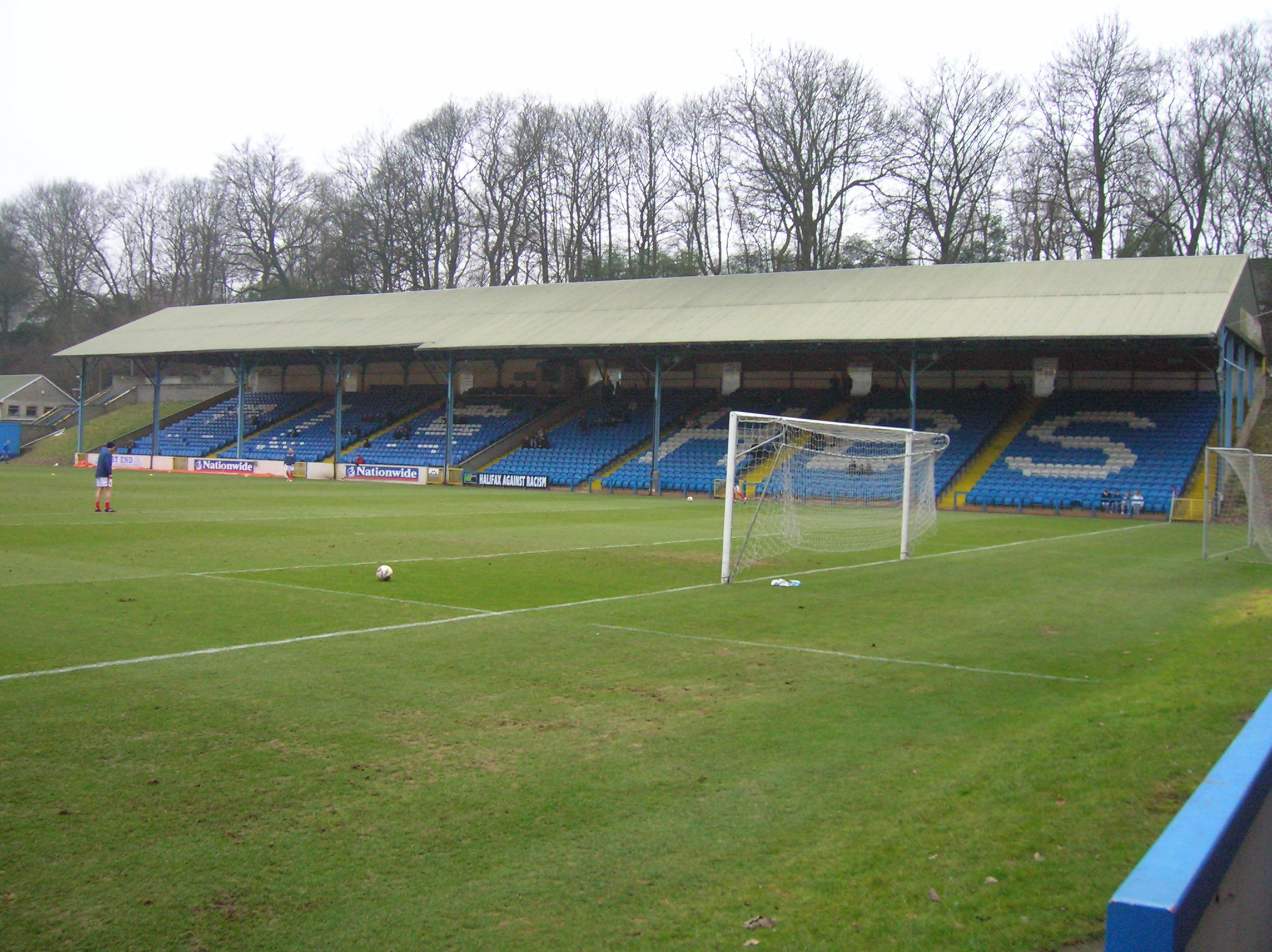
구 하이드 로드 경기장 터

## 같이 보기
- 맨체스터 시티 FC
- 메인 로드
- 시티 오브 맨체스터 경기장